# Кобальтовые руды
Кобальтовые руды — природные минералы, содержащие кобальт. В основном характеризуются невысоким содержанием кобальта.

## Нахождение в природе
Кобальт в природе главным образом сопутствует месторождениям никеля, меди и железа. Как правило, концентрация кобальта в рудных минералах невысока, хотя и достаточна для промышленной добычи.
В природе встречается более 100 кобальтсодержащих минералов. В их числе около 30 собственно кобальтовых, наиболее распространённые из которых — кобальтин, скуттерудит, шмальтин-хлоантит, саффлорит и линнеит.

## Химический состав
Кобальтовые руды подразделяются на мышьяковистые, сернистые и окисленные.
Мышьяковистые руды представляют собой соединения кобальта, никеля и железа с мышьяком (арсениды) или с мышьяком и серой (сульфоарсениды). Арсениды скуттерудит и шмальтин-хлоантит содержат до 20 % кобальта, саффлорит-лёллингит — до 23—28 %. Примесь кобальта, не превышающая нескольких процентов, может также присутствовать в никелевых арсенидах (раммельсбергит, никелин и др.). Сульфоарсениды кобальтин-герсдорфит и глаукодот-арсенопирит содержат до 33—34 % кобальта. В качестве примесей к мышьяковистым рудам могут присутствовать минералы меди, золота, серебра, висмута, урана.
Сернистые руды, как правило, принадлежат к типу комплексных руд никеля, меди и железа. Среди магматических медно-никелевых руд ультраосновного и основного характера встречается пентландит, среди медно-колчеданных и скарново-магнетитовых — пирит с примесями кобальта. Содержание непосредственно кобальта в сернистых рудах обычно не превышает 3 %, однако при больших площадях месторождений его добыча оказывается экономически обоснованной. Собственно же кобальтовые сульфиды (кобальт-пентландит, линнеит, карролит, каттиерит) распространены значительно реже.
Окисленные руды также относятся к комплексным и образуются при выветривании сульфидов или ультраосновных пород, содержащих кобальт и никель. Широко распространены силикатно-никелевые руды, содержащие около 0,1 % кобальта. Окисленные сернистые руды содержат от 1 до 4 % кобальта, но встречаются значительно реже. Кобальт преимущественно концентрируется в асболанах в виде гидроокислов и карбонатов.

## Месторождения
Крупные месторождения мышьяковистых руд находятся в Бу-Аззере (Марокко), сернистых руд — в Канаде, окисленных — на Кубе и в Новой Каледонии (силикатно-никелевые), в ДР Конго (сернистые). Крупнейшие месторождения в бывшем СССР: мышьяковистых кобальтовых руд — близ села Хову-Аксы (Тыва), сернистых — в Норильском рудном районе и на Кольском полуострове, силикатно-никелевых — на Урале и в Казахстане.
Общие мировые запасы кобальта составляют свыше 6 млн т.